# 소피 윌리엄스
소피 윌리엄스(영어: Sophie Williams, 1991년 3월 21일 ~ )는 영국의 펜싱 선수로 주 종목은 사브르이다. 2012년 하계 올림픽에서 여자 사브르 개인전에 출전하였으나, 32강전에서 이탈리아의 이레네 베키에게 6-15로 패하였다.
유니버시티 칼리지 런던에서 신경과학을 전공했다.